# Obiectivul de Dezvoltare Durabilă 6
Obiectivul de dezvoltare durabilă 6 (ODD 6 sau Obiectivul Global 6) - „Apă curată și canalizare” este unul dintre cele 17 Obiective de Dezvoltare Durabilă adoptate de Națiunile Unite în 2015. Potrivit Organizației Națiunilor Unite, obiectivul este: „Asigurarea disponibilității și gestionarea durabilă a apei și apelor uzate pentru toți”. Obiectivul are 8 ținte care urmează să fie atinse până în 2030. Progresul către ținte va fi măsurat prin utilizarea a 11 indicatori.
Cele șase „ținte de rezultat” sunt: furnizarea de apă potabilă sigură și accesibilă, încetarea defecării în aer liber și asigurarea accesului la canalizare și facilități sanitare, îmbunătățirea calitatății apei, tratarea apelor reziduale și reutilizarea sigură a apei, creșterea eficienței utilizării apei și asigurarea de apă curată, implementarea Managementului integrat al resurselor de apă (Integrated water resources management), protejarea și restaurarea ecosistemelor legate de apă. Cele două mijloace de implementare a acestor obiective sunt extinderea sprijinului pentru apă și canalizare în țările în curs de dezvoltare și sprijinirea angajamentelor locale în gestionarea apei și canalizării.
Programul comun de monitorizare a alimentării cu apă și canalizării (Joint Monitoring Programme for Water Supply and Sanitation - JMP) al Organizației Mondiale a Sănătății și Fondului Internațional pentru Urgențe ale Copiilor al Națiunilor Unite a precizat în 2017 că 4,5 miliarde de persoane nu aveau acces la  sisteme de canalizare corespunzătoare. Tot în 2017, doar 71% din populația globală a utilizat apă potabilă gestionată în condiții de siguranță, iar 2,2 miliarde de persoane nu aveau acces la apă potabilă gestionată în siguranță.
Asistența Oficială pentru Dezvoltare (AOD) pentru sectorul apei și apelor uzate a crescut la 9 miliarde USD în 2018.
Și acest obiectiv de dezvoltare durabilă este interconectat cu alte ODD. De exemplu, accesul la apă curată va îmbunătăți sănătatea și bunăstarea populației, generând la un progres al ODD 3 - Sănătate și bunăstare, iar o sănătate mai bună va duce la o frecvență mai mare la școală, influențând progresul ODD 4 - Educație de calitate.

## Context

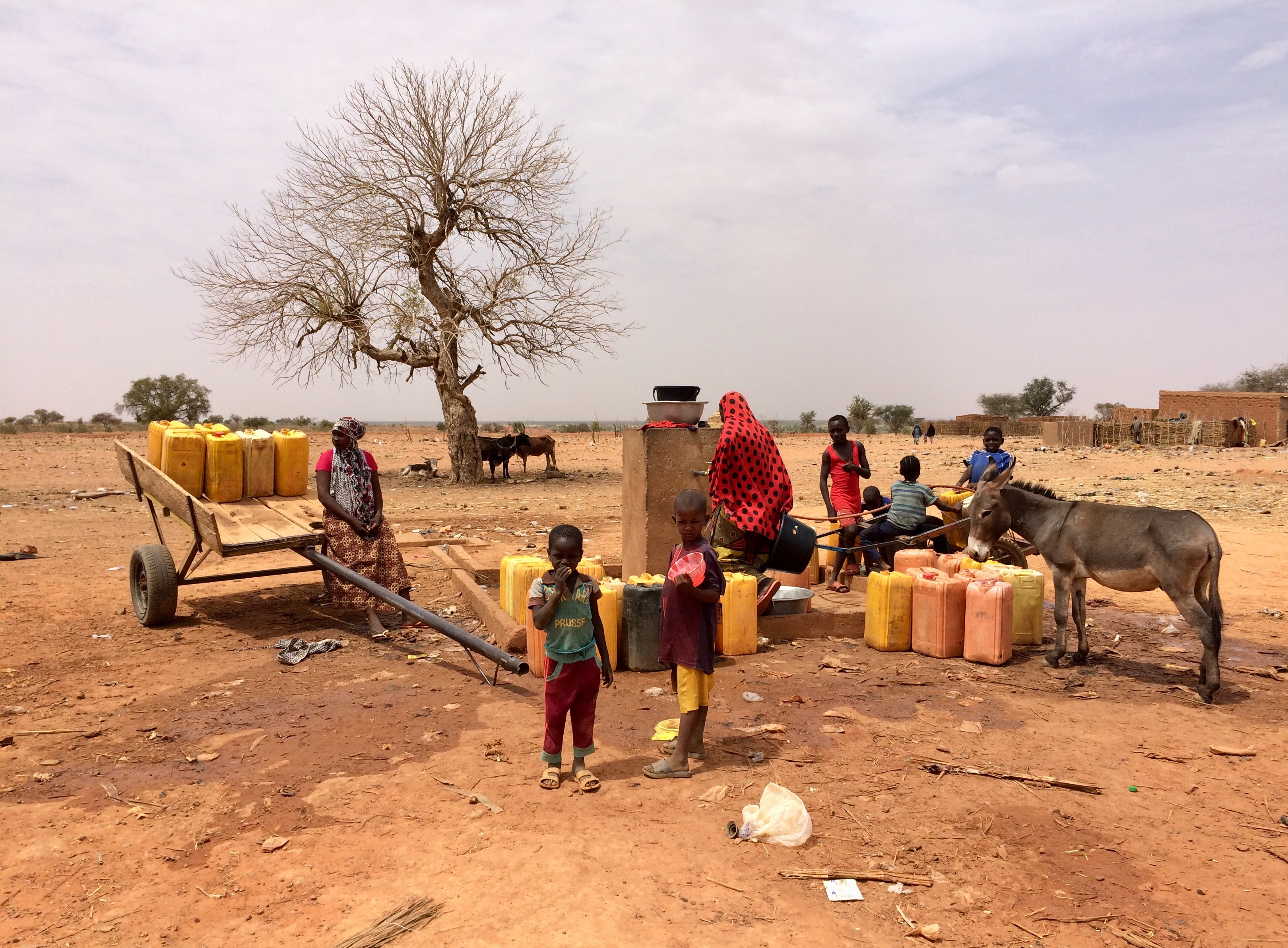
Familii care colectează apă dintr-un puț de apă din Niger

Organizația Națiunilor Unite (ONU) a stabilit că accesul la apă curată și sisteme de canalizare este unul dintre drepturile fundamentale ale omului. O analiză a progresului realizată de ONU în 2020 a constatat că „creșterea angajamentelor donatorilor față de sectorul apei va rămâne crucială pentru a face progrese către ODD 6”. În 2022, Organizația pentru Cooperare și Dezvoltare Economică a estimat că pentru a se atinge ODD 6, cheltuielile globale actuale cu apă au necesită aproximativ 1 trilion de dolari pe an.
Accesul la apă potabilă, canalizare, salubritate și igienă este cea mai fundamentală nevoie umană pentru sănătate și bunăstare, dar miliarde de oameni nu vor avea acces la aceste servicii de bază în 2030 dacă progresul nu se va multiplica de patru ori. Cererea de apă este în creștere din cauza creșterii rapide a populației, urbanizării și cererii de apă în creștere din sectoarele agriculturii, industriei și energetic. Cererea de apă a depășit rata de creștere a populației, iar jumătate din populația lumii se confruntă deja cu un deficit sever de apă cel puțin o lună pe an. Se estimează că deficitul de apă va crește odată cu creșterea temperaturilor globale, ca urmare a schimbărilor climatice.
Eficiența utilizării apei a crescut cu 9%, dar stresul hidric și deficitul de apă rămân o preocupare în multe părți ale lumii. În 2020, 2,4 miliarde de oameni trăiau în țări afectate de stres hidric. Provocările sunt agravate de conflicte și schimbările climatice.
Doar 0,5% din apa de pe Pământ este apă dulce utilizabilă și disponibilă. Limitarea încălzirii globale la 1,5°C, comparativ cu 2°C, ar înjumătăți aproximativ proporția populației mondiale care se estimează că va suferi de deficit de apă, deși există o variabilitate considerabilă între regiuni. Se estimează că populația urbană globală care se confruntă cu deficitul de apă se va dubla de la 930 de milioane în 2016 la 1,7-2,4 miliarde de oameni în 2050. În ciuda progreselor înregistrate, 2,2 miliarde de oameni nu dispuneau de servicii de apă potabilă gestionate în condiții de siguranță, 3,5 miliarde nu aveau acces la servicii de salubrizare gestionate în siguranță și 2,0 miliarde de servicii de igienă de bază în 2022.

## Ținte, indicatori și progres
ODD 6 are 8 ținte. Șase dintre ele urmează să fie realizate până în anul 2030, una până în anul 2020, iar una nu prevede un termen limită. Fiecare dintre ținte are, de asemenea, unul sau doi indicatori care vor fi utilizați pentru a măsura progresul. În total, există 11 indicatori pentru a monitoriza progresul pentru ODD 6. Principalele surse de date pentru obiectivele și indicatorii ODD 6 provin din Inițiativa de monitorizare integrată pentru ODD 6 (Integrated Monitoring Initiative for SDG 6) coordonată de UN-Water.
Cele șase „ținte orientate spre rezultat” includ: apă potabilă sigură și accesibilă, oprirea defecării în aer liber și asigurarea accesului la canalizare și facilități sanitare, îmbunătățirea calității apei, tratarea apelor uzate și reutilizarea în siguranță, creșterea eficienței utilizării apei și asigurarea aprovizionării cu apă curată, implementarea Managementului integrat al resurselor de apă, protejarea și restaurarea ecosistemelor legate de apă. Cele două „mijloace de realizare” a țintelor sunt extinderea sprijinului pentru dezvoltarea sistemelor de apă și canalizare în țările în curs de dezvoltare și sprijinirea angajamentului local în gestionarea apei și a canalizării.
Primele trei ținte se referă la aprovizionarea cu apă potabilă, accesul la sisteme de canalizare, de tratare și reutilizare a apelor uzate.
Un raport de referință pentru ODD 6 din 2018 a constatat că „mai puțin de 50% dintre țări au estimări de referință comparabile pentru majoritatea indicatorilor globali ODD 6”:31.

### Ținta 6.1: Apă potabilă sigură și accesibilă

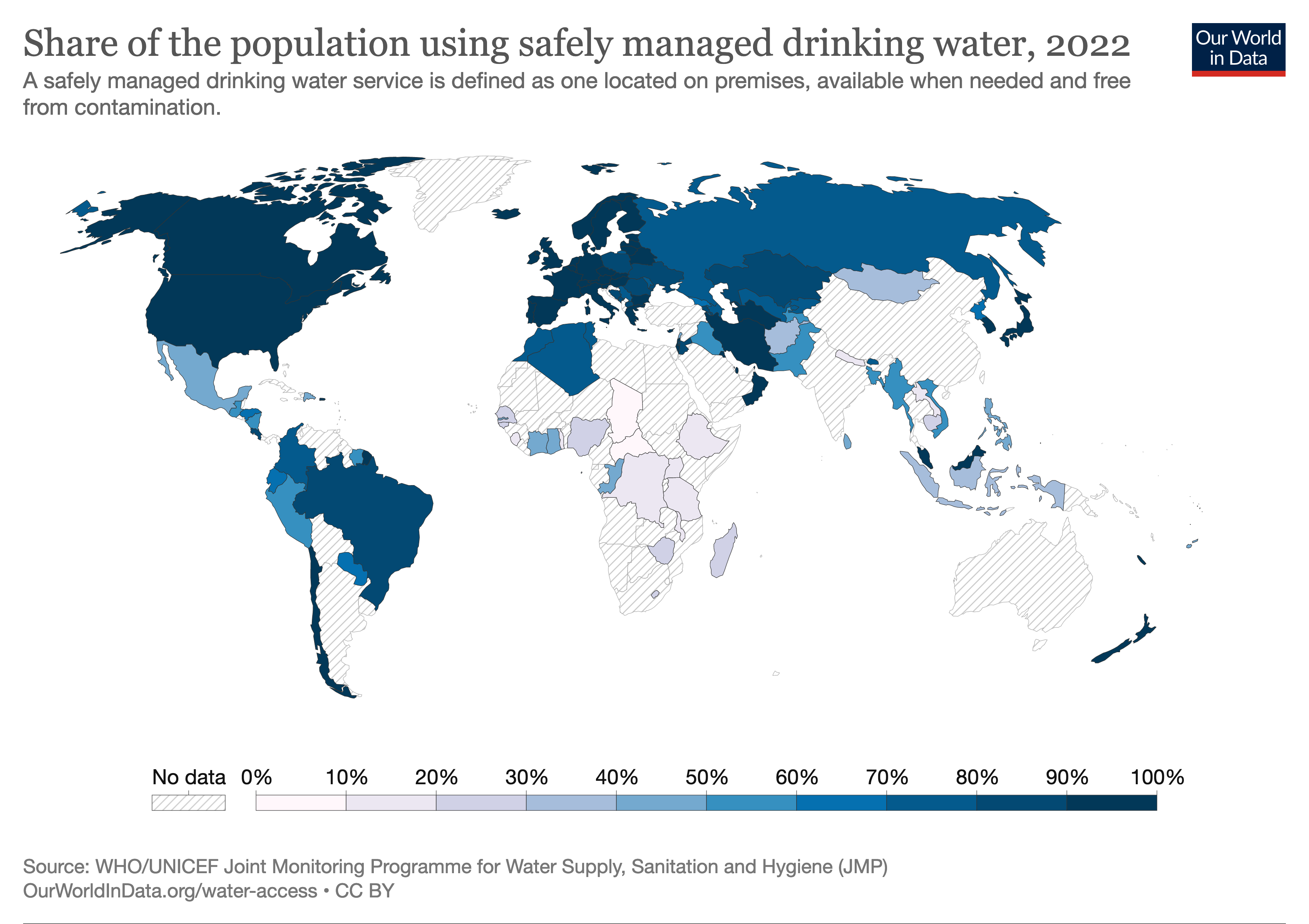
Harta lumii pentru indicatorul 6.1.1: Ponderea populației care are acces la servicii de apă potabilă gestionate în condiții de siguranță

Textul integral al Țintei 6.1 este: „Până în 2030, realizarea accesului universal și echitabil la apă potabilă sigură și accesibilă pentru toți”. 
Această țintă are un singur indicator: indicatorul 6.1.1 reprezintă „Ponderea populației care are acces la servicii de alimentare cu apă potabilă gestionate în condiții de siguranță”.
Definiția „serviciu de apă potabilă gestionat în condiții de siguranță” este: „Apă potabilă provenită dintr-o sursă îmbunătățită care este situată în locuință, disponibilă atunci când este necesar și fără contaminare chimică sau cu fecale":8.

### Ținta 6.2: Oprirea defecării în aer liber și asigurarea accesului la canalizare și facilități sanitare

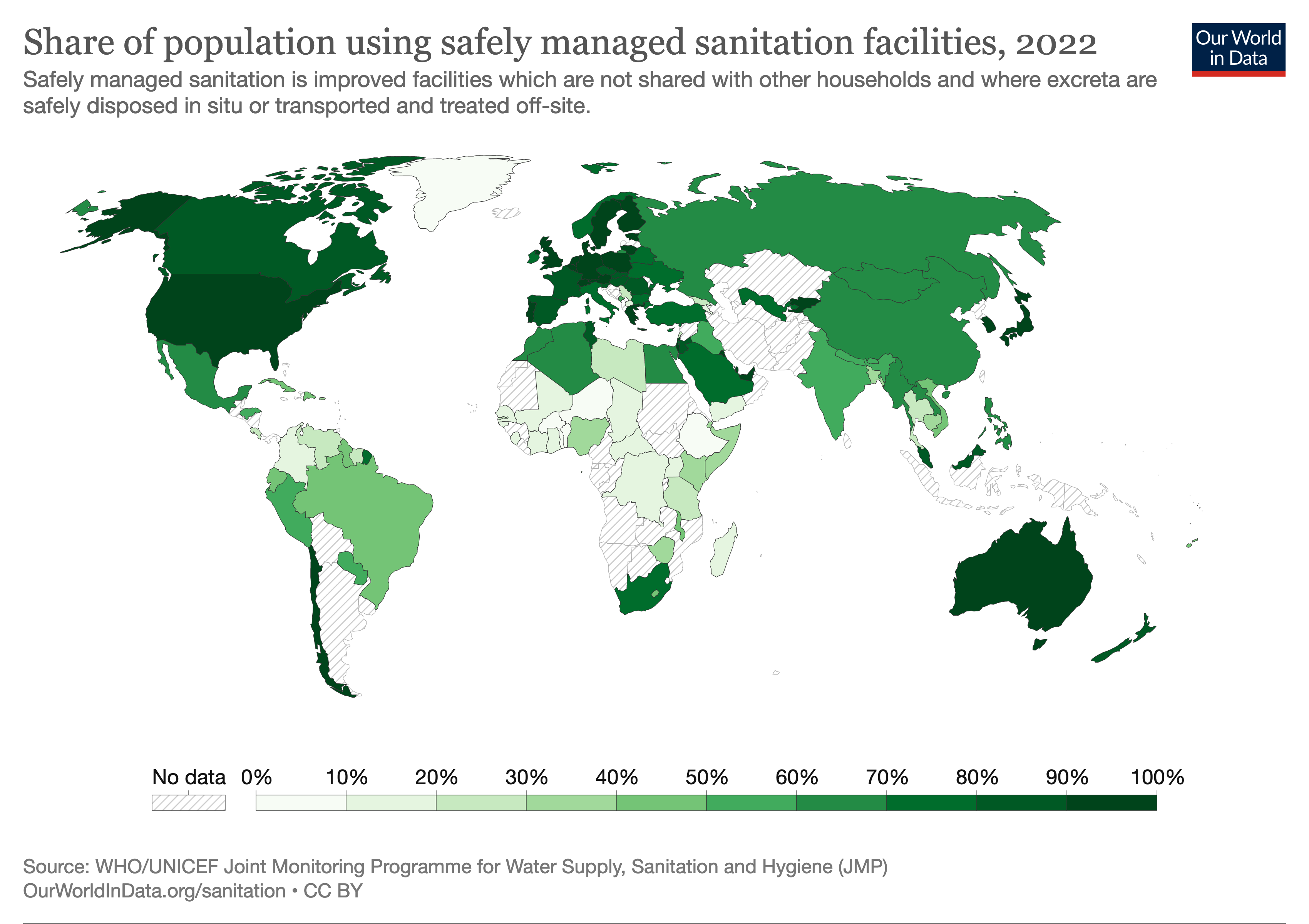
Harta lumii pentru indicatorul 6.2.1a: Ponderea populației care are acces la instalații de canalizare gestionate în siguranță

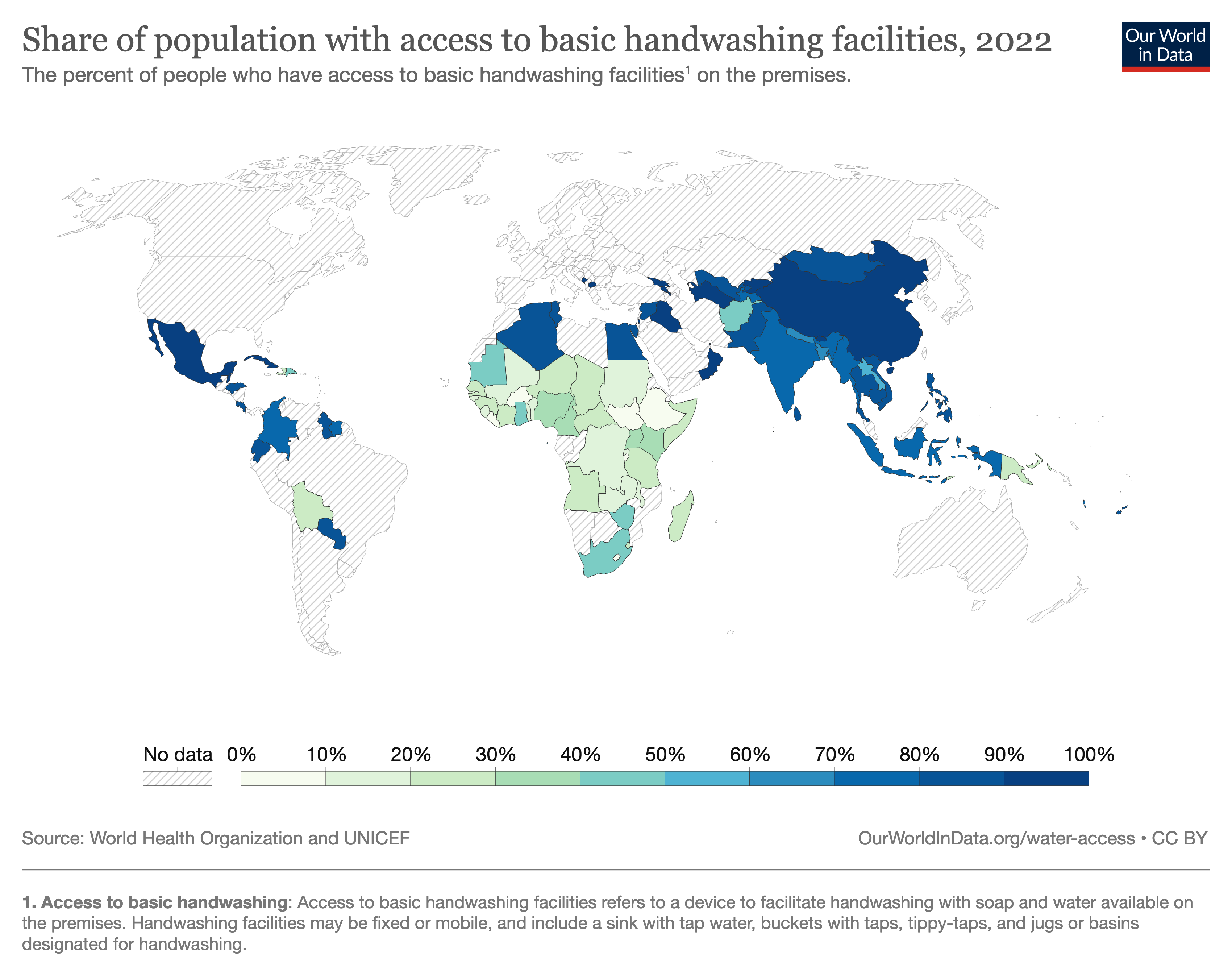
Harta lumii pentru indicatorul 6.2.1b: Ponderea populației cu facilități de bază pentru spălarea mâinilor în locuință

Textul integral al Țintei 6.2 este: „Până în 2030, asigurarea accesului la sisteme de canalizare și facilități sanitare adecvate și echitabile pentru toți și oprirea defecării în aer liber, acordând o atenție specială nevoilor femeilor și fetelor, precum și persoanelor aflate în situații vulnerabile".
Această țintă are un singur indicator: indicatorul 6.2.1 reprezintă „Ponderea populației care utilizează (a) servicii de canalizare gestionată în condiții de siguranță și (b) o instalație pentru spălarea mâinilor cu apă și săpun”.
Definiția serviciului de „canalizare gestionată în siguranță” este: „utilizarea facilităților îmbunătățite care nu sunt împărțite cu alte gospodării și prin intermediul cărora excrementele sunt eliminate în siguranță in situ sau transportate și tratate în afara amplasamentului”:8. Instalațiile de canalizare îmbunătățite sunt cele concepute pentru a preveni din punct de vedere igienic contactul uman cu excrementele:6.
Oprirea defecării în aer liber va necesita furnizarea de toalete și sisteme de canalizare pentru 2,6 miliarde de oameni, precum și modificarea comportamentului populației. Pentru a îndeplini țintele ODD 6 pentru canalizare până în 2030, aproape „o treime din țări va trebui să accelereze progresul pentru a pune capăt defecării în aer liber, inclusiv Brazilia, China, Etiopia, India,  Indonezia, Nigeria și Pakistan":79. Acest lucru va necesita cooperare între guverne, societatea civilă și sectorul privat.

### Raport din 2019 pentru țintele6.1 și6.2
Țintele 6.1 și 6.2 sunt de obicei raportate împreună, deoarece ambele fac parte din sectorul WASH (acronim pentru „apă, sanitație, igienă” - WAter, Sanitation, Hygene) și au aceeași agenție custode, Programul comun de monitorizare a alimentării cu apă și canalizării (Joint Monitoring Program for Water Supply and Sanitation - JMP). În iunie 2019, JMP a publicat un raport de 138 de pagini denumit „Progres în domeniul apei potabile, canalizării și facilităților sanitare pentru uz casnic 2000-2017: accent special pe inegalități”.

#### Apă potabilă (ținta6.1)
Raportul menționează că în 2017, 5,3 miliarde de persoane, reprezentând 71% din populația lumii, au folosit un „serviciu de apă potabilă gestionat în siguranță, respectiv unul care reprezintă „situat în locuință, disponibil atunci când este necesar și fără risc de contaminare”.
Până în 2017, 6,8 miliarde de persoane, reprezentând 90% din populația lumii, au folosit „cel puțin un serviciu de bază” care includea „o sursă îmbunătățită de apă potabilă, accesibilă după o călătorie dus-întors de până la 30 de minute pentru a colecta apă”. Cu toate acestea, în 2017, existau încă 785 de milioane de persoane cărora le lipsea „chiar și un serviciu de bază de furnizare a apei potabile, inclusiv 144 de milioane de persoane care erau dependente de apa de suprafață”. Raportul menționa de asemenea că aproximativ 2 miliarde de persoane au utilizat o „sursă de apă potabilă contaminată cu fecale”, ceea ce provoacă aproximativ 485.000 de decese diareice în fiecare an. Raportul avertizează că 50% din populația globală „va trăi în zone cu stres de apă” până în 2025.
Până în 2017, optzeci de țări au oferit acces la apă curată pentru peste 99% din populația lor. Din 2000 până în 2017, populația globală care nu avea acces la apă curată a scăzut de la aproape 20% la aproximativ 10%.

#### Sisteme de canalizare și facilități sanitare (ținta6.2)

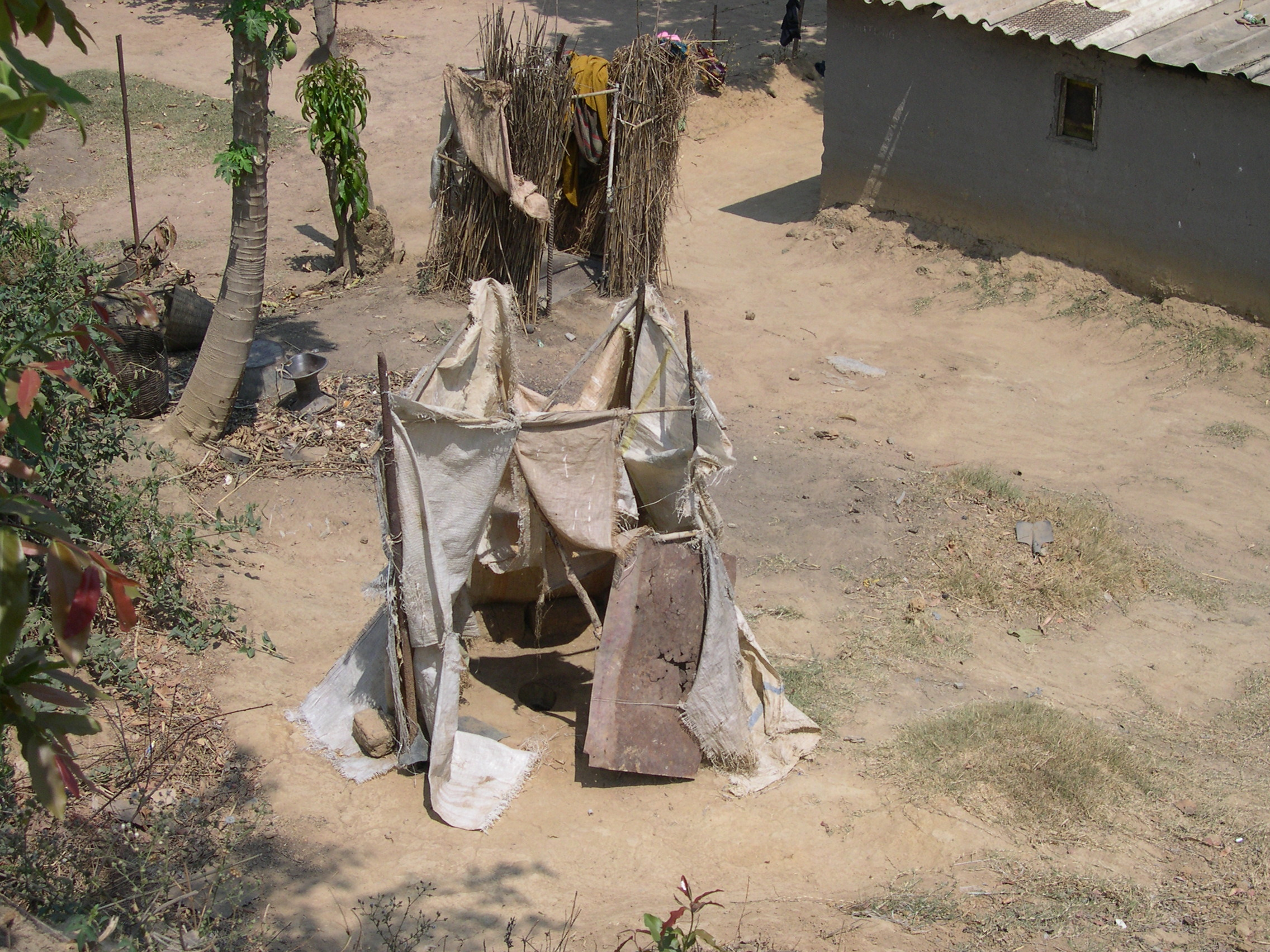
Exemplu de canalizare neîmbunătățită: latrină cu groapă neacoperită în Lusaka, Zambia

În 2017, 22% din unitățile de îngrijire a sănătății din țările cel mai puțin dezvoltate nu aveau apă curentă, un procent similar fiind cel al unităților lipsite de servicii de canalizare și de gestionare a deșeurilor. Conform datelor statistice din estimarea de referință din 2017 a JMP, 4,5 miliarde de persoane nu aveau acces la facilități sanitare gestionate în siguranță.
La nivel global, ponderea populației care utilizează servicii de canalizare gestionate în siguranță a crescut de la 28% în 2000 la 45% în 2017. America Latină și Caraibe, Africa subsahariană, Asia de Est și de Sud-Est au înregistrat cea mai mare creștere. În total, 701 milioane de persoane din întreaga lume au trebuit să practice defecarea în aer liber în 2017. Acest număr s-a redus în 2020 la 673 de milioane de persoane.

### Ținta 6.3: Îmbunătățirea calității apei, tratarea apelor uzate și reutilizarea în siguranță

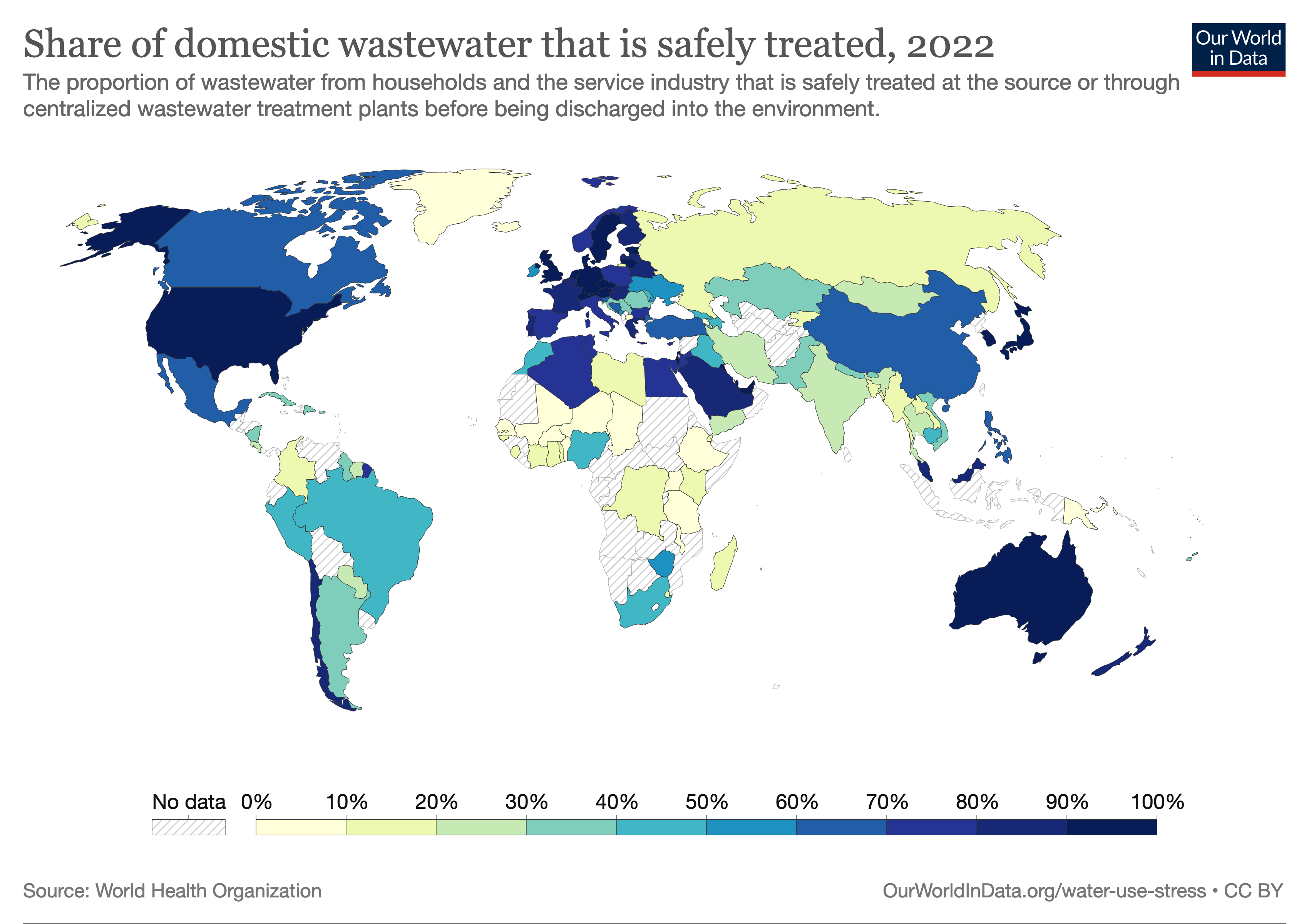
Harta lumii pentru indicatorul 6.3.1: Ponderea apelor uzate menajere și industriale tratate în siguranță

Textul integral al Țintei 6.3 este: „Până în 2030, îmbunătățirea calității apei prin reducerea poluării, eliminarea depozitării necorespunzătoare a deșeurilor și minimizarea eliberării de substanțe chimice și materiale periculoase, reducerea la jumătate a proporției apelor uzate netratate și creșterea substanțială a reciclării și a reutilizării sigure a apei, la nivel global". 
Această țintă are doi indicatori:
- indicatorul 6.3.1: „Ponderea fluxurilor de ape uzate menajere și industriale tratate în condiții de siguranță”,
- indicatorul 6.3.2: „Ponderea corpurilor de apă cu o calitate bună a apei”.

Starea actuală pentru indicatorul 6.3.2 este că: „Estimările preliminare din 79 de țări cu venituri mari și medii superioare în 2019 sugerează că, în aproximativ un sfert dintre acestea, mai puțin de jumătate din toate fluxurile de ape uzate menajere au fost tratate în siguranță”.

### Ținta 6.4: Creșterea eficienței utilizării apei și asigurarea aprovizionării cu apă curată

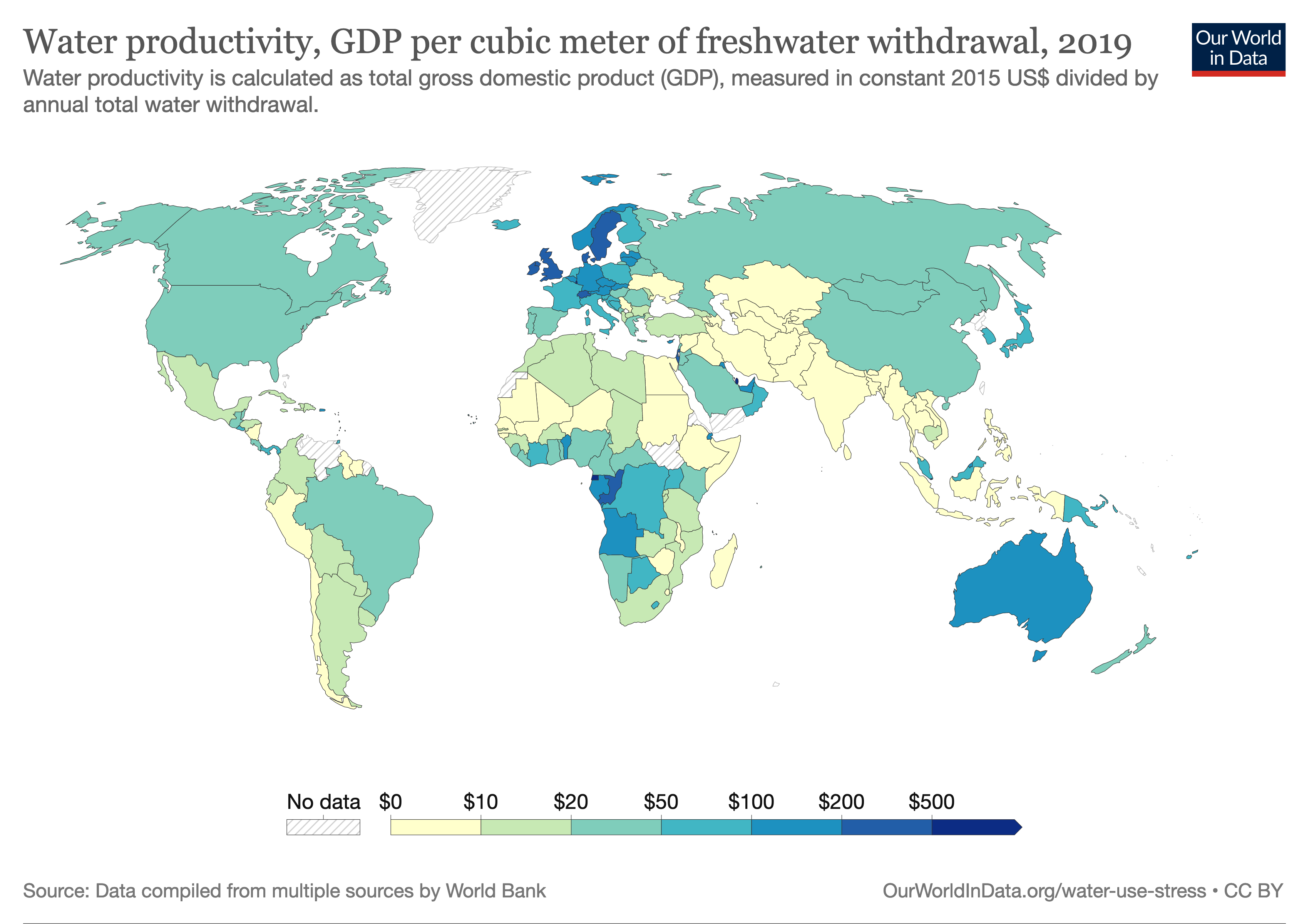
Harta lumii pentru indicatorul 6.4.1: Productivitatea apei

Textul integral al Țintei 6.4 este: „Până în 2030, creșterea substanțială a eficienței utilizării apei în toate sectoarele, asigurarea sustenabilității rezervelor și a furnizării de apă potabilă pentru a aborda criza apei și pentru a reduce substanțial numărul persoanelor care suferă de deficit de apă”.
Această țintă are doi indicatori:
- indicatorul 6.4.1: „Creșterea eficienței utilizării apei în timp”,
- indicatorul 6.4.2: „Nivelul stresului hidric: ponderea rezervelor de apă dulce ca proporție din resursele disponibile de apă dulce”.

Situația actuală privind stresul hidric a fost rezumată după cum urmează: „În 2017, Asia Centrală și de Sud și Africa de Nord au înregistrat un indice al stresului hidric foarte ridicat (indicele de stres hidric este definit ca raportul dintre apa dulce extrasă și totalul resurselor regenerabile de apă dulce), de peste 70%”. Acestea sunt urmate de Asia de Vest și de Est, cu un indice al stresului de apă de 54%, respectiv 46%.

### Ținta 6.5: Implementarea Managementului integrat al resurselor de apă

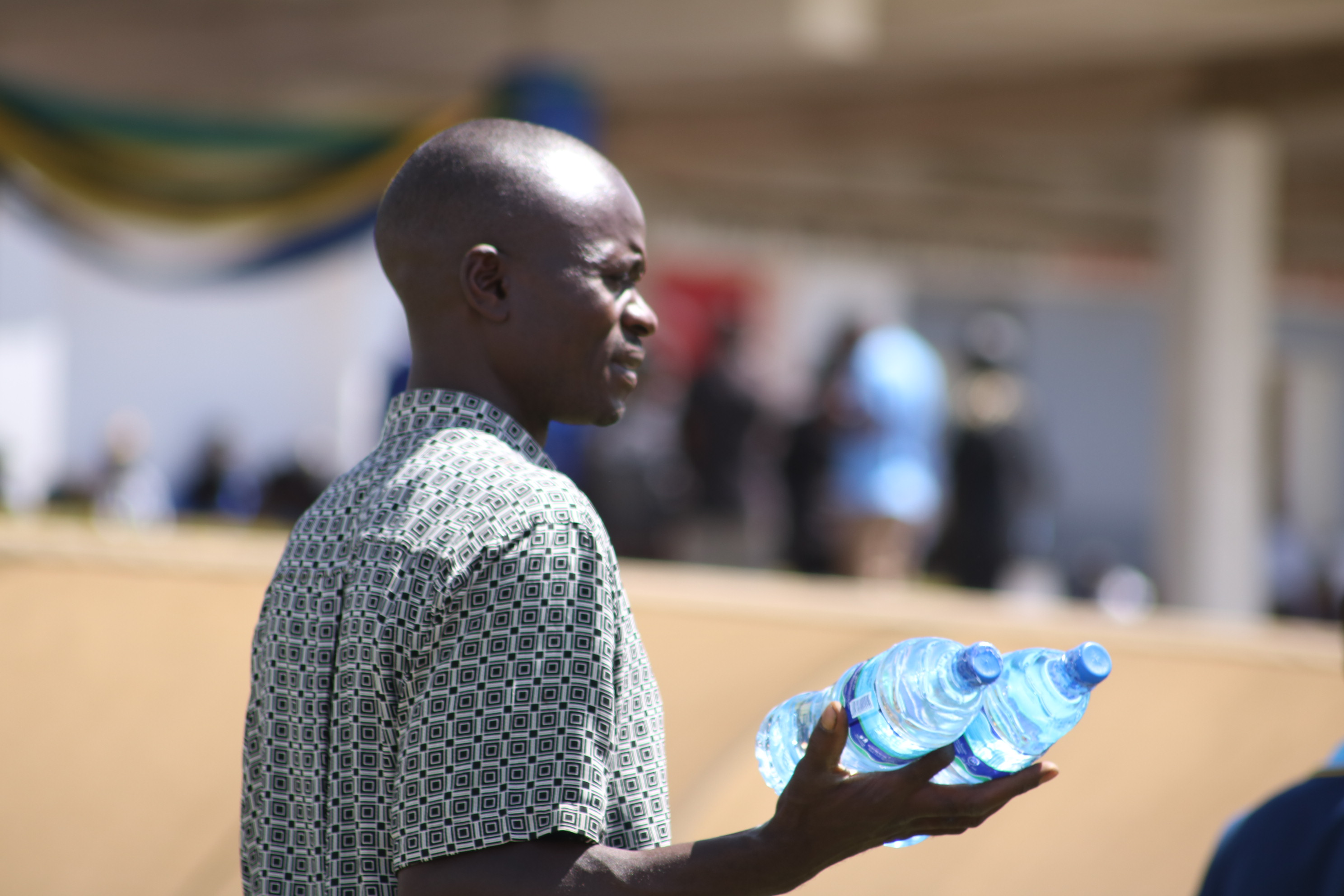
Un bărbat vinde apă de băut

Textul integral al Țintei 6.5 este: „Până în 2030, implementarea Managementului integrat al resurselor de apă la toate nivelurile, inclusiv prin cooperare transfrontalieră, după caz".
Această țintă are doi indicatori:
- indicatorul 6.5.1 „Gradul de management integrat al resurselor de apă”,
- indicatorul 6.5.2 „Ponderea bazinelor de apă transfrontaliere care sunt subiectul unui acord operațional de cooperare în domeniul apei”.

O analiză din 2020 a relevat că: „În 2018, 60% din 172 de țări au raportat niveluri foarte scăzute, scăzute și mediu-scăzute de implementare a managementului integrat al resurselor de apă și este puțin probabil să atingă obiectivul de implementare până în 2030”.

### Ținta 6.6: Protejarea și restaurarea ecosistemelor legate de apă

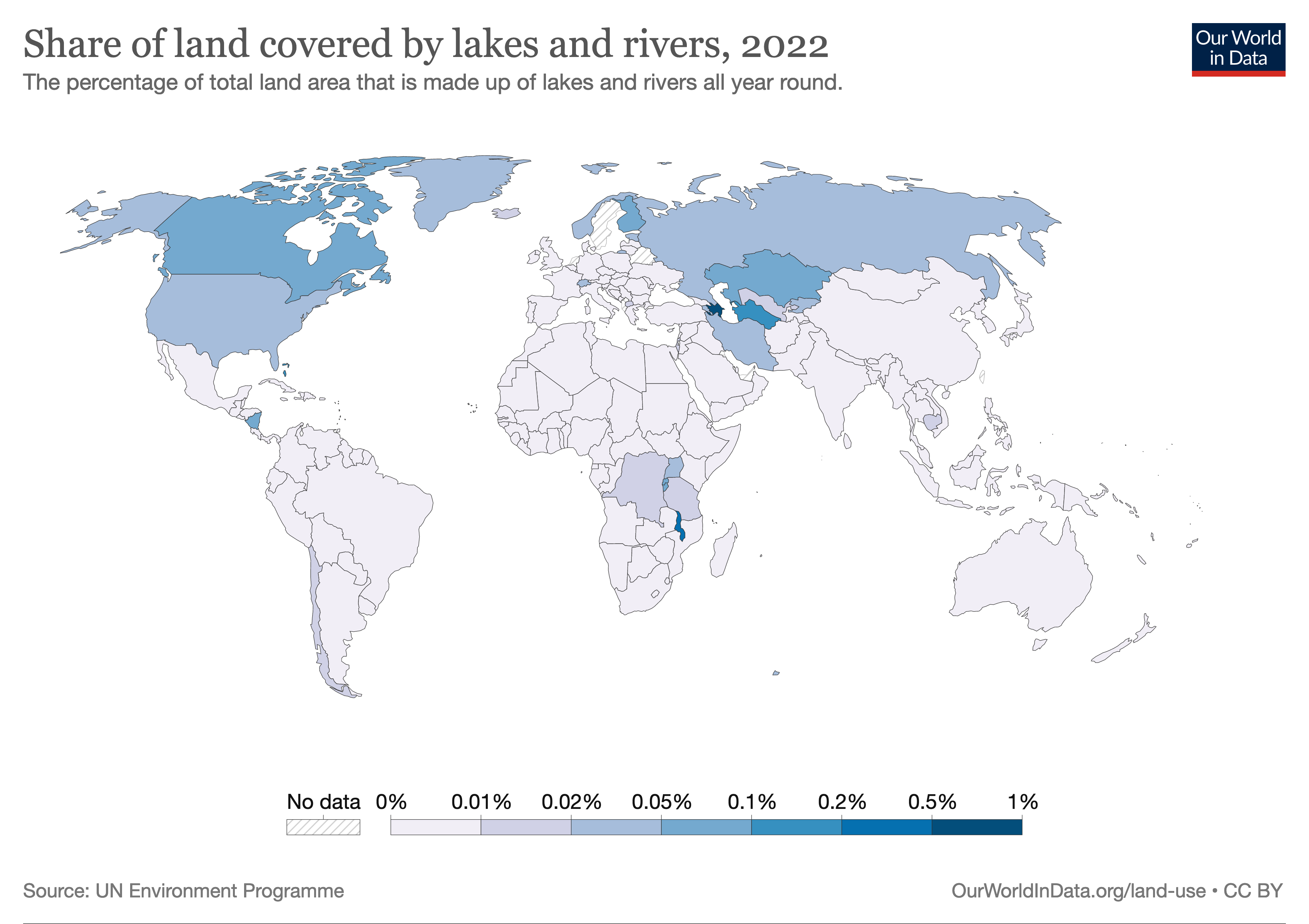
Harta lumii pentru indicatorul 6.6.1: Ponderea terenului acoperit de ape interioare (lacuri și râuri)

Textul integral al Țintei 6.6 este: „Până în 2020, protejarea și restabilirea ecosistemelor legate de apă, inclusiv munți, păduri, zone umede, râuri, acvifer și lacuri”.
Această țintă are un singur indicator: indicatorul 6.6.1 reprezintă „Extinderea în timp a ecosistemelor legate de apă”. Metodologia de monitorizare a indicatorului este încadrată în jurul a cinci subindicatori:
1. extinderea spațială a ecosistemelor legate de apă (date din satelit),
2. calitatea apei lacurilor și a corpurilor de apă artificiale (date din satelit),
3. cantitate de apă deversată în râuri și estuare (date in situ),
4. calitatea apei importată din indicatorul ODD 6.3.2 (date in situ),
5. cantitatea de apă subterană din acvifere (date in situ).

### Ținta 6.a: Extinderea sprijinului pentru apă și canalizare în țările în curs de dezvoltare
Textul integral al Țintei 6.a este: „Până în 2030, extinderea cooperării internaționale și a sprijinului pentru consolidarea capacităților țărilor în curs de dezvoltare în activități și programe legate de apă și canalizare, inclusiv colectarea apei pluviale, desalinizare, eficientizarea consumului de apă, tratarea apelor uzate, tehnologii de reciclare și reutilizare”.
Acest obiectiv are un singur indicator: indicatorul 6.a.1 reprezintă „Valoarea Asistenței Oficiale pentru Dezvoltare (AOD) legată de apă și canalizare, care face parte dintr-un plan de cheltuieli coordonat de guvern”.
În aprilie 2020, raportul de progres al ONU a afirmat că „plățile AOD pentru sectorul apei au crescut în 2018 la 9 miliarde USD, respectiv 6%, după ce în anul anterior înregistraseră o scădere”.

### Ținta 6.b: Sprijinirea angajamentului local în managementul apei și canalizării
Titlul integral al Țintei 6.b este: „Sprijinirea și consolidarea participării comunităților locale la îmbunătățirea managementului apei și apelor uzate”.
Acest obiectiv are un singur indicator: indicatorul 6.b.1 reprezintă „Ponderea unităților administrative locale care au adoptat și implementează politici și proceduri de participare a comunităților locale la managementul apei și apelor uzate”.

### Agenții custode
Agențiile custode au sarcina de a măsura progresul indicatorilor.
- pentru indicatorii 6.1.1 și 6.2.1: Programul comun de monitorizare a alimentării cu apă și canalizării (Joint Monitoring Program for Water Supply and Sanitation - JMP), program comun al UNICEF și OMS care compilează date pentru a monitoriza progresul țintelor 6.1 și 6.2
- pentru indicatorul 6.3.1: ONU-Habitat și Organizația Mondială a Sănătății (OMS)
- pentru indicatorul 6.3.2: Sistemul Global de Monitorizare a Mediului pentru Apă Dulce (Global Environment Monitoring System for Freshwater - GEMS/Water), Centrul Internațional pentru Resurse de Apă și Schimbare Globală (International Centre for Water Resources and Global Change - UNESCO-IHP), Institutul Federal de Hidrologie (Germania), Universitatea Cork (Irlanda)
- pentru indicatorii 6.4.1 și 6.4.2: Baza corporativă de date statistice a Organizației pentru Alimentație și Agricultură (AQUASTAT)
- pentru indicatorul 6.5.1: Programul Națiunilor Unite pentru Mediu (United Nations Environment Programme) - Centrul DHI
- pentru indicatorul 6.5.2: Comisia Economică a Națiunilor Unite pentru Europa (United Nations Economic Commission for Europe - UNECE) și Centrul Internațional pentru Resurse de Apă și Schimbare Globală (UNESCO-IHP)
- pentru indicatorul 6.6.1: Programul Națiunilor Unite pentru Mediu (UNEP), Centrul Mondial de Monitorizare a Conservării (World Conservation Monitoring Centre), Institutul Internațional de Gospodărire a Apelor (International Water Management Institute - IWMI)
- pentru indicatorii 6.a.1 și 6.b.1: UN-Water - Analizarea și evaluarea globală a canalizării și apei potabile (Global Analysis and Assessment of Sanitation and Drinking-Water - GLAAS)

## Provocări

### Schimbările climatice
Schimbările climatice îngreunează atingerea Țintei 6.1 (acces universal la apă potabilă sigură), deoarece schimbările climatice pot crește „șocurile legate de vreme” și anume perioadele de secetă, ploi abundente și temperaturi extreme. Acest lucru, la rândul său, poate provoca daune infrastructurii de apă și poate duce la deficit de apă.

### Impactul pandemiei de COVID-19
Pandemia COVID-19 ar putea afecta capacitatea utilităților de apă și apă uzată de a îndeplini ODD 6 prin creșterea pierderilor din venituri care altfel ar fi utilizate pentru investiții. Pandemia de COVID-19 a afectat foarte mult persoanele cu venituri reduse din mediul urban care trăiesc în mahalale cu acces redus sau deloc la apă potabilă. Pandemia a arătat importanța canalizării, a igienei și a accesului adecvat la apă curată pentru prevenirea bolilor. Potrivit Organizației Mondiale a Sănătății, spălarea mâinilor este una dintre cele mai eficiente acțiuni care se pot întreprinde pentru a reduce răspândirea agenților patogeni și a preveni infecțiile, inclusiv virusul COVID-19.

## Monitorizare și progres
Un raport anual este pregătit de către Secretarul General al Națiunilor Unite care evaluează progresul către Obiectivele de Dezvoltare Durabilă. În plus, actualizările și progresele pot fi găsite și pe site-ul dedicat, care este gestionat de Națiunile Unite.
În aprilie 2020, Secretarul General al Națiunilor Unite António Guterres a declarat: „În prezent, Obiectivul de Dezvoltare Durabilă 6 este întârziat”, ceea ce „îngreunează progresul în implementarea Agendei 2030, respectarea drepturilor omului și realizarea păcii și securității în întreaga lume”.

## Legături cu alte ODD

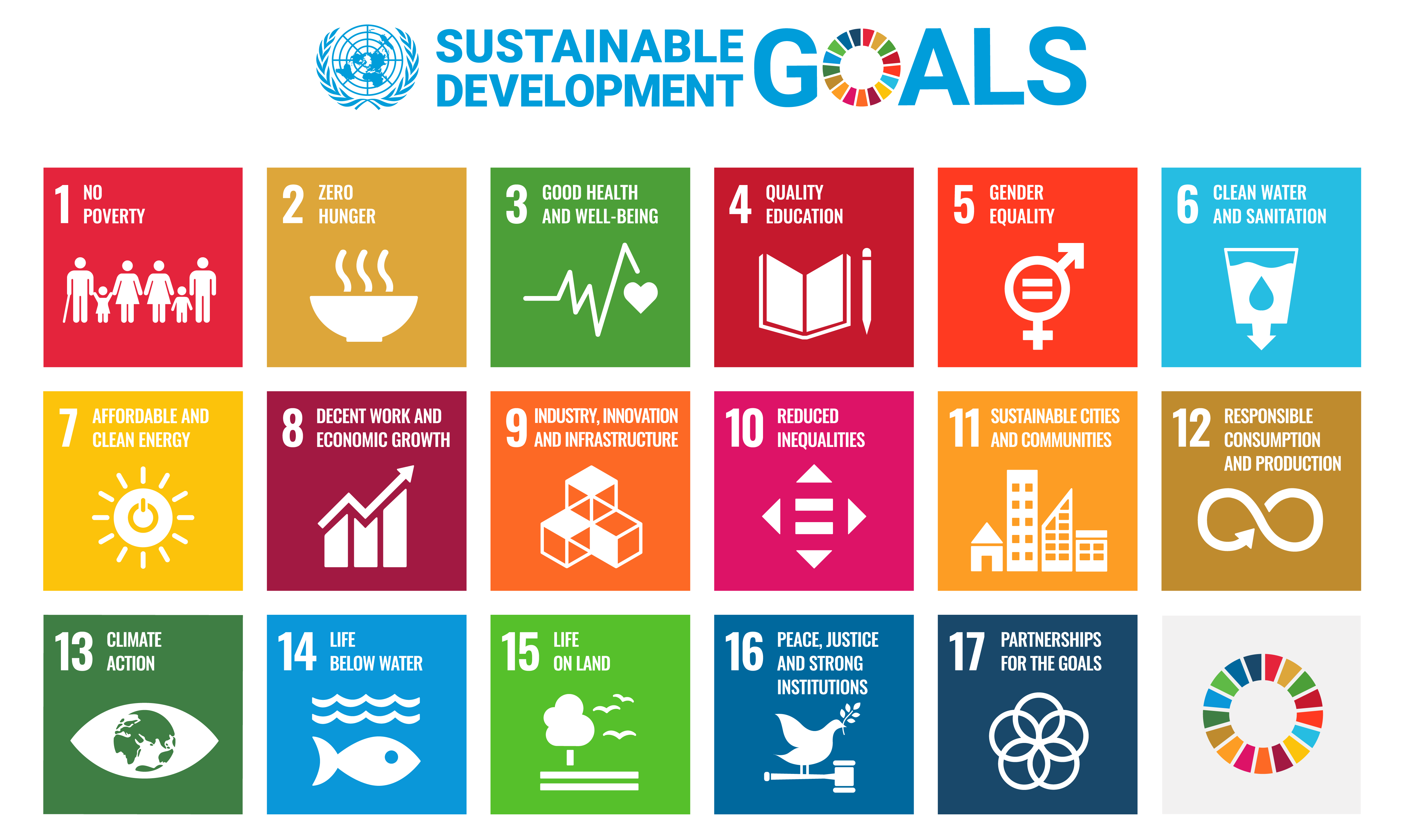
Obiectivele de Dezvoltare Durabilă

Obiectivele de Dezvoltare Durabilă sunt interdependente. Prin urmare, furnizarea de apă curată, canalizare și salubritate pentru toți este un precursor pentru realizarea multora dintre celelalte ODD. Experții WASH au afirmat că fără a se realiza progrese în privința ODD 6, celelalte obiective și ținte nu pot fi atinse.
De exemplu, lucrările de îmbunătățira ale rețelelor de canalizare pot crea mai multe locuri de muncă, ceea ce ar duce, de asemenea, la creștere economică (ODD 8 - Muncă decentă și creștere economică). Progresul în privința ODD 6 îmbunătățește sănătatea (ODD 3 - Sănătate și bunăstare) și justiția socială (ODD 16 - Pace, justiție și instituții puternice). Recuperarea resurselor încorporate în excremente și în apele uzate (cum ar fi nutrienții, apa și energia) contribuie la atingerea ODD 12 - Consum și producție responsabile și ODD 2 - Zero foamete. Asigurarea sistemelor de canalizare adecvate și a gestionării apelor uzate de-a lungul întregului lanț valoric în orașe contribuie la ODD 11 - Orașe și comunități durabile și ODD 1 - Fără sărăcie.
Sistemele de canalizare cu recuperarea resurselor și concentrarea pe reutilizare primesc o atenție sporită. Ele pot contribui la realizarea a cel puțin paisprezece dintre ODD, în special în context urban.

## Organizații
Alianța pentru Sanitație Durabilă (Sustainable Sanitation Alliance - SuSanA) și-a asumat misiunea de a ajuta la atingerea Țintelor 6.2 și 6.3. Organizații globale precum Oxfam, UNICEF, WaterAid și multe organizații neguvernamentale, universități, centre de cercetare, întreprinderi private, agenții guvernamentale fac parte din SuSanA și s-au dedicat realizării ODD 6.